# Venus Hum
Venus Hum är en musikgrupp från Nashville, Tennessee som spelar elektropop. Bandet består av de tre medlemmarna Annette Strean (sång) och instrumentalisterna Kip Kubin och Tony Miracle. Namnet Venus Hum kommer av namnet för en åkomma där en person hör sina egna hjärtslag i örat (engelska: venous hum). Tony Miracle lider av denna åkomma. 

## Karriär
Venus Hum bildades 1999 och man gav samma år ut EPn Promo Fun Kit. Det första albumet med titeln Venus Hum gavs ut 2001. 2003 släppte man Big Beautiful Sky. Det här året turnerade man även som förband till Blue Man Group.
Gruppen splittrades då Annette fick problem med sin röst. Tony började arbeta med ett soloalbum och Kip blev musikvideoregissör. Två år senare återförenades Venus Hum och släppte 2006 albumet The Colours In The Wheel.

## Blue Man Group
Annette Stean var vokalist i Blue Man Group-covern I feel love under The Complex-turnén. Låten gavs även ut som singelskiva 2004. Venus Hum medverkade som rock concert movement number 63 under konserten.

## Diskografi

### Studioalbum
- Venus Hum (2001)
- Big Beautiful Sky (2003)
- The Colors In The Wheel (2006)
- Mechanics & Mathematics (2009)

### Singlar
- "Montana" (2003)
- "Soul Sloshing" (2003)

### EP
- Promo Fun Kit (1999)
- Switched on Christmas (2000)
- Hummingbirds (2002)
- Songs for Superheroes (2004)
- Yes and No (2006)
- Surgery in the Sky (2007)

### Vinylutgivningar
- Hummingbirds (2002)
- "Montana" (2003)
- "Soul Sloshing" (2003)